# Bodianus unimaculatus
Bodianus unimaculatus  (Günther, 1862) è un pesce di acqua salata appartenente alla famiglia Labridae.

unimaculatus è dovuto alla macchia sulla pinna dorsale degli esemplari adulti.

## Distribuzione e habitat
Tra le specie del genere Bodianus, B. unimaculatus è il pesce con l'areale più ampio: il suo areale si estende dalla costa est dell'Australia all'Isola di Pasqua. Nuota a una profondità compresa tra 6 e 60 m, di solito in zone con substrato roccioso e ricche di scogli.

## Descrizione
Presenta un corpo compresso lateralmente, mediamente alto e allungato, con il profilo della testa piuttosto appuntito. La pinna dorsale e la pinna anale non sono particolarmente basse e la prima è più lunga. Non supera i 50 cm. Presenta denti sporgenti.
La livrea varia abbastanza nel corso della vita del pesce. Gli esemplari più giovani sono molto pallidi, rosa-biancastri, rossastri solo sulla testa e su parte del dorso, e possono essere facilmente confusi con Bodianus oxycephalus e Bodianus bathycapros, da cui può essere facilmente distinto da adulto. Le pinne dei giovani sono giallastre. La colorazione presenta, oltre a sottili striature rosse, anche macchie marroni-rossastre disposte a formare una linea tratteggiata orizzontale.

Gli adulti, invece, sono completamente rossi con una macchia scura sulla pinna dorsale e spesso una macchia giallastra sfumata che copre parte della pinna dorsale e il dorso dove essa termina.
Viene spesso confuso con Bodianus vulpinus.

## Riproduzione
È oviparo e la fecondazione è esterna; non ci sono cure nei confronti delle uova che, secondo dei dati raccolti in Nuova Zelanda, vengono deposte tra luglio e settembre.

## Conservazione
Questa specie è stata classificata come "a rischio minimo" (LC) dalla lista rossa IUCN perché non sono noti particolari pericoli che potrebbero minacciarne la popolazione.